# Зелене Поле (станція)
Зеле́не По́ле — тупикова вантажна станція Криворізької дирекції Придніпровської залізниці на відгалуженій лінії Апостолове — Зелене Поле (завдожки 14 км). Розташована в місті Зеленодольськ Криворізького району Дніпропетровської області.

## Історія

Будівництво Криворізької ДРЕС-2 (1967)

Станція відкрита 1967 року для обслуговування Криворізької ТЕС.
У 1992—1997 роках станція мала пасажирське сполучення з містом Апостолове. Тоді курсували дві пари приміських поїздів локомотивної тяги сполученням Апостолове — Зелене Поле.